# Picture
Picture es una banda de heavy metal  holandesa. Formado en 1979, eran especialmente populares en el Holanda, Alemania, Estados Unidos, Bolivia e Italia para sus rendimientos vivos, y todavía tener una base de seguidor en América Del sur, México y Japón.
Picture ha sido telenero junto a AC/DC¨Van Halen , Ted Nugent, y Saxon en holanda Con saxon, ellos  una visita europea llena en 1981. Más tarde encima  visitaron con Aumentó Tatuaje en Alemania y headlined visitas en Italia e Israel.

## Biografía
Rinus Vreugdenhil Y Laurens Bakker originalmente conseguido junto en 1978 y empezado jamming con varios músicos. No sea hasta que 1979 que el clásico lineup de Vreugdenhil, Bakker, Jan Bechtum, y Ronald furgoneta Prooijen vino junto.
Temprano encima en la carrera del cuadro  estuvieron producidos por Música de Gato. Trabajaron con director Henk furgoneta Antwerpen y estuvo firmado a Warner Bros. Registros. Aun así, el cuadro sentía su etiqueta  probaba a steer les en una dirección de pop y dejar la etiqueta para firmar con Backdoor Registros, una filial de Registros de Fonograma.
La línea original-arriba grabó su álbum de debut, Cuadro 1 y su segundo esfuerzo, Orejas de Metal Pesado en 1980 y 1981 respectivamente. Para empezar con, ellos gigged durante el Holanda y Alemania cercana y construyó un siguiente. Mientras tanto,  empezaron componer su música propia. Bechtum Normalmente vendría arriba con el riffs, entonces los otros miembros contribuirían sus partes. Después de que hashing y rehashing las canciones,  devenían los títulos  que aparecería en el primer álbum, Cuadro I.
Como ramo de niños jóvenes, no supieron mucho sobre las realidades de grabar. Cuándo el álbum salió, ninguno de ellos gustó la calidad de sonido. Cuando  crecieron en popularidad,  regresaron al estudio para grabar Orejas de Metal Pesado y él era mucho de la misma calidad de sonido. No sea hasta que  eran un poco más viejos y más sensatos que realmente conseguían su sonido en el estudio con Diamond Dreamer. Aun así, por este tiempo, Ronald había dejado para las razones personales y ellos encontraron cantante israelí Shmoulik Avigal. No sólo era el registro hecho mucho mejor, pero Shmoulik tuvo un diferente, y algunos [quién?] Dice, voz más potente. Muchos [quién?] Considera Diamante Dreamer como el álbum mejor de la banda.
Después de grabar y visitando con Shmoluik para el Diamante Dreamer álbum, sugiera que añaden un segundo guitarrista para engordar su sonido vivo y Chriz Furgoneta Jaarsveld estuvo traído en. Aunque  sea un técnicamente proficient guitarrista, él  no gel con Bechtum y las cosas fueron downhill. Entonces Shmoulik entró un argumento insignificante con su director y estuvo despedido de la banda. Sobre este tiempo, Bechtum había tenido bastante y dejar para razones personales. Para rellenar los vacíos, un cantante nuevo, Pete Lovell, era recruited junto con un segundo guitarrista, Henry furgoneta Manen. Fueron al estudio para grabar Oscuridad Eterna. Este álbum era slicker que Diamond Dreamer y los dos guitarristas significativamente alteraron el sonido pesado de Jan Bechtum para un surco más técnico que clase de trabajado, pero empezó la tendencia para los álbumes finales que veered fuera del sonido de Cuadro. Alrededor de este tiempo, Bakker no podría tomar los rigores de visitar o la tensión de todos sus problemas de administración mientras apoyando una mujer y gemelos, así que  deje.
De aquel punto encima, el miembro original restante único era Vreugdenhil. Continúe para tres más álbumes: Traitor, Maratón, y Cada Historia Necesita Otro Cuadro. Muchos [quién?] Les describió tan yendo a metal de cabello, con canciones comerciales y anónimas. Vreugdenhil Era particularmente repugnado con Cada Historia Necesita Otro Cuadro, cuando  sea un álbum  forzado por el contrato récord, y  es rumored [ quien?] Que el álbum entero estuvo grabado por músicos de estudio con mínimos [imprecisos] participación de él.
Aunque Vreugdenhil continuó mucho tiempo después de los otros miembros originales habían dejado, nunca sea capaz a steer la banda atrás a una dirección exitosa. Finalmente lo llame un día en 1987, y conseguía un "trabajo" real. Los miembros originales probaron un reencuentro breve en 1988.
En 2007, el clásico lineup reunió para ensayos. Todavía tuvieron que chispa, y planeado para cortar un CD en 2008 y juego algunas actuaciones alrededor del Netherlands y Alemania. Aunque Ronald furgoneta Prooijen ayudó fuera, cantante Shmoulik Avigal estuvo preguntado para participar así como Pete Lovell, el cantante en el álbum Oscuro Eterno.
Después del humo aclarado [impreciso] en 2008, un permanente lineup estuvo establecido con Bechtum, Vreugdenhil, Bakker, Rob vanEnkhuizen, y Lovell. Son actualmente [cuando?] Jugando por todas partes Europa a muy entusiasta [impreciso] multitudes. Una edición limitada el álbum vivo estuvo grabado en varios locales y estuvo liberado por la banda. Los planes eran para liberar otro álbum en 2009 con canciones nuevas, dos de los cuales han aparecido en la edición limitada CD.
El álbum Perros Viejos, los trucos Nuevos estuvo liberado el 1 de octubre de 2009, en el MarsMountains etiqueta. Contiene 12 canciones de todo material nuevo, liberó 30 años de cuándo la banda primero formó.
El 18 de diciembre de 2009, Bechtum anunció su salida de la banda. Esté reemplazado por Peter Bourbon. En temprano 2010, furgoneta Enkhuizen decidió dejar Cuadro. Su sustitución es Gert Nijboer. En 2011, Nijboer estuvo reemplazado por Mike americano Ferguson.
El lineup solidificó con los dos guitarristas nuevos y ellos empezaron trabajar en su álbum nuevo qué estuvo liberado en primavera 2012. Warhorse, escrito por todos miembros de banda, Cuadro traído atrás al limelight. Empezaron visitar otra vez. Debido a problemas logísticos, Peter Bourbon tuvo que dejar, pero que el sitio era pronto llenado por otro guitarrista holandés, Len Ruygrok. Después de que unos cuantos meses  decida dejar y miembro anterior Andre Wullems volvió. La banda continúa visitar y solidificar su reputación en el mundo de metal y rock pesados.
Encima Marcha 23, 2016, Pete Lovell anunció por Facebook su salida de la banda para formar su banda nueva Lovell  Hoja. También, Andre Wullems y Mike Ferguson unirá la banda nueva. Pero todo el tan-lejano-actuaciones previstas de Cuadro en 2016 era para ser respetado y actuado por Pete, Andre, Rinus, Laurens y Mike. Casi un día más tarde, Rinus y Laurens anunció que el cuadro continuaría con los miembros originales de la primera línea-arriba nunca.
Con Jan Bechtum y Ronald furgoneta Prooijen  empiezan una línea clásica-arriba visita en 2017 y celebrará el 40.º año en existencia en 2018! Guitarrista Appie de Gelder está añadido cuando segundo guitarrista a la línea-hasta hacer un sonido vivo más rico. Jugaron el Festival de Rock de la Suecia en 2017 por segunda vez desde entonces 2008. El 40.º año en existencia está celebrado con un CD vivo, 40 años Orejas de Metal Pesado.
En 2019, unas Alas de álbum de estudio nuevas está liberada en todo el mundo a través de Registros de Acero Puro. Contiene diez canciones nuevas y es el décimo álbum de estudio de la banda.
En febrero de 2020 ha sido anunciado que un cantante nuevo, el Fénix italiano Reborn tomó el sitio de Ronald.
Después de un largo período como guitarrista suplente, durante la pandemia del coronavirus parece que la mano de Jan Bechtum causa demasiados problemas, incluso después de la cirugía. Esto marca el regreso oficial de Len Ruygrok como miembro de la banda. 9 de abril de 2021 Len Ruygrok dará su primer concierto en Blast From the Past @ Kuurne (BE) como miembro oficial de la banda.
La nueva alineación es fuerte y eso no pasará desapercibido. La poderosa voz de Peter Strykes y el sonido nuevo (de la vieja escuela) de Len Ruygrok aseguran que la banda esté de gira nuevamente. En el periodo 2021 - 2023, la banda visitará países europeos como Grecia, Bélgica, Alemania, Dinamarca, España y Polonia y el 2023 finalizará también con una gira de 14 días por las ciudades de Sau Paulo, Limeira, Curitiba y Londrina en Brasil.

### Legado en bandas
Según muchos Picture es una banda bastante infravalorada en el ámbito metalero,sin embargo logró consolidarse en países fuera de Europa ya si influir a otras bandas siendo también pionera de géneros como el funk metal y metal progresivo.Desde sus inicios Picture siempre ha tenido influencias del grupo Van Halen, pero también nombran como influencias a Deep Purple, Rainbow, Krokus, Lucifer's Friend, UFO, Journey, Brian Setzer, Judas Priest, Blue Cheer, Ted Nugent, AC/DC, King Crimson, Quiet Riot, Europe, King Crimson, Rush, Scorpions y Nazareth.
En Holanda han influido a Van Halen, Queensrÿche y De Staat. También a grupos como Tool, Primus, Extreme, Faith No More, Celtic Frost, Beaver, Stalaggh, Dream Theater, Symphony X, Therion, Saraya y Red Hot Chilli Peppers

## Miembros

### Actual
- Peter Strykes @– vocals
- Len Ruygrok @– guitarras
- Rinus Vreugdenhil - Guitarra de bajos
- Laurens Bakker - Tambores
- Appie de Gelder - Guitarras

### Historic
- Rob furgoneta Enkhuizen - guitarras
- Andre Wullems - guitarras
- Ronald furgoneta Prooijen - vocals
- Shmoulik Avigal - vocals (†)
- Bert Heerink - vocals
- Eddie Jhackon - vocals
- Chriz De Boer - guitarras
- Daley Markeehelf - guitarras
- Makey Bruintjes - guitarras
- Reece Bourbon - guitarras
- Len Ruygrok - Guitarras
- Gert Nijboer - Guitarras
- Ronald de Grauw - teclados
- Jacques furgoneta Oevelen - tambores (†)
- Mike Ferguson - guitarras
- Arie Furgoneta der Graaf - guitarras

## Discografía

### Álbumes
- - Picture 1 (1981)
  - Heavy Metal Ears (1981)
  - Diamond Dreamer (1982)
  - Eternal Dark (1983)
  - Traitor (1984)
  - Every Story Needs Another Picture (1986)
  - Marathon (1987)
  - Live 2008 (2008)
  - Old Dogs, New Tricks (2009)
  - Warhorse (2012)
  - Live - 40 Years Heavy Metal Ears 1978-2018 (2018)
  - Wings (2019)

- '80 Demo (demo, 1980)
- Oscuridad eterna/A los Bajos fondos (solos, 1983)
- Edición limitada EP (EP, 1985)
- Fantasías/Traitor (solos, 1985)
- "Justo no Podemos Perder" (solos, 1987)